# Isprinsessan
För andra betydelser, se Isprinsessan (olika betydelser).
Isprinsessan är en roman från 2003 av Camilla Läckberg. Det är Läckbergs debutroman och den första i Fjällbacka-serien om Erica och poliserna i Tanumshede.

## Handling
I det lilla samhället Fjällbacka i Bohuslän råder lugn fram tills den vinterdag då den unga kvinnan Alexandra Wijkner hittas död i sitt badkar. Husets värmepanna har gått sönder och huset är totalt utkylt. Mordoffret ligger därför i ett badkar som är täckt av is. Polisen misstänker först självmord men senare visar det sig vara ett mord. Alexandra visar sig ha levt ett dubbelbottnat liv, där det inte finns någon som känner till allt om vad hon har upplevt tidigare eller vilka hemligheter hon har för sin närmaste omgivning. När personer som har känt henne under olika perioder jämför sina intryck blir bilden ännu mer komplicerad.
Den som hittar Alexandra är författarinnan Erica Falck som återvänt till Fjällbacka efter sina föräldrars död. När hon följer med Alexandras föräldrar och make till polisen träffar hon sin ungdomskärlek, kriminalinspektören Patrik Hedström. 
Det visar sig att en alkoholiserad konstnär, Anders Nilsson, har haft ett förhållande med Alexandra. Han har också kommit in i hennes hus medan hon ligger död i badkaret. Förhållandet förbryllar omgivningen, eftersom de är så totalt olika, men är Anders också en del av hennes mystiska förflutna?  
Erica Falck tampas också i boken med problemet med föräldrarnas hus, som hon vill behålla men däremot hennes syster Anna som bor i Stockholm inte vill. Anna i sin tur har problem med sin make som misshandlar henne. 

## Om boken
Isprinsessan har översatts till flera andra språk. Boken hamnade på Time Magzines lista över världens 100 bästa deckare.
Originalutgåvan av Isprinsessan gavs ut av Bokförlaget Warne, Forum köpte senare över rättigheterna och har givit ut efterföljande titlar.[källa behövs]
Boken blev också filmatiserad och sändes i SVT 2007.
Boken finns även bearbetad till lättläst av Åsa Sandzén och gavs ut av LL-förlaget 2007.
Enligt vad Camilla Läckberg berättade i radioprogrammet Sommar i P1 2007 trodde hon medan hon skrev boken att det inte längre fanns någon polisstation i Tanums kommun. Hon hittade på en uppsättning poliser där några av dem beskrevs som inte så kompetenta. Läckberg berättar i programmet att en representant för bokförlaget ringde någon dag innan manuset skulle gå i tryck och påtalade att polisstationen i Tanumshede inte alls var nedlagd. Hon kontaktade då polisstationen och berättade att det ska komma en bok om dem. Hon besökte därefter polisstationen och lät personalen läsa listan med beskrivningar av poliskaraktärerna från boken.